# Fællesskov Strand
Fællesskov Strand er en strand og en sommerhusbebyggelse i Stege Sogn på Møn. Området er beliggende på den nordlige kyst sydøst for halvøen Ulvshale sammenhængende med Ulvshale Strand.
Knapt en kilometer fra kysten ligger Fællesskovgård (1894), der i dag huser et galleri. 
Bebyggelsen ligger i Vordingborg Kommune og tilhører Region Sjælland.